# علی‌آباد (چانف)
علی‌آباد، روستایی در دهستان چانف بخش آهوران شهرستان نیک‌شهر در استان سیستان و بلوچستان ایران است.

## جمعیت
بر پایه سرشماری عمومی نفوس و مسکن در سال ۱۳۹۵، جمعیت این روستا برابر با ۳۰۵ نفر (۷۲ خانوار) بوده‌است.